# Johann Schiltberger
Johann Schiltberger, riportato anche con il nome Hans (Lohhof, 1380 – 1440 circa), è stato un militare, esploratore e scrittore tedesco, suddito del ducato di Baviera.

## Biografia
Nato da nobile famiglia in Baviera nel borgo di Lohhof, tra Frisinga e Monaco di Baviera, intraprese la carriera militare e si unì nel 1394 alla compagnia di Lienhart Richartinger per combattere sotto Sigismondo d'Ungheria contro i turchi durante le Guerre ottomano-ungheresi.
Venne ferito e cadde prigioniero dei turchi durante la battaglia di Nicopoli, combattuta il 25 settembre 1396. 
Ripresosi dalle ferite fu preso a servizio dal sultano Bayezid I come messo e probabilmente impiegato in Anatolia e Egitto.
Alla caduta di Beyezid I dopo la battaglia di Ancyra nel 1402, passò al servizio del vincitore Tamerlano. 
Il tedesco seguì il grande conquistatore a Samarcanda, Georgia e Armenia. 
Alla morte di Tamerlano, divenne schiavo del di lui figlio Shah Rukh, per poi passare di proprietà a vari principi e militari timuridi.
Al servizio del principe tataro Čokre Khan, fu mandato in esplorazione in Siberia, e successivamente nella Bulgaria del Volga, a Saraj, ed a Tana, città frequentata da mercanti genovesi e veneziani. I suoi viaggi lo portarono sino ai confini della Mongolia, ed a lui si deve la prima probabile descrizione del cavallo di Przewalski giunta in Europa.
Cambiato ancora padrone, viaggiò per tutto il Caucaso, sinché non riuscì a sfuggire alla schiavitù a Batumi.  Rifugiatosi a Costantinopoli, nel 1427 riuscì a ritornare nella natia Baviera, dove divenne ciambellano di Alberto III di Baviera. Schiltberger è morto in patria intorno al 1440.

## IlReisebuch
Ritornato in patria Schiltberger trascrisse i ricordi dei suoi viaggi nel Reisebuch edito nel 1460.
Nel libro fece il resoconto delle proprie esperienze, inserendo sia informazioni sulla storia contemporanea dell'Asia occidentale che delle popolazioni incontrate. Riportò in occidente informazioni anche sulle persistenti comunità cristiane dell'area, contribuendo a dare nuovo vigore al mito del Prete Gianni. Inoltre è stato probabilmente il primo scrittore occidentale a riportare il luogo esatto della sepoltura di Maometto a Medina.
Nel capitolo XXV del suo Reisebuch Schiltberger è stato inoltre il primo a riportare in Europa informazioni sulla creatura leggendaria Alma, descrivendola come una creatura umanoide completamente ricoperta di peli, tranne che sul volto e le mani.
Nel suo resoconto vi sono però alcune inesattezze, come le informazioni delle varie campagne di Tamerlano ed i tempi al servizio di Bayezid I e del condottiero turco-mongolo, che risultano stranamente raddoppiati.